# Cotoneaster parkinsonii
Cotoneaster parkinsonii är en rosväxtart som beskrevs av G. Panigrahi och Arv. Kumar. Cotoneaster parkinsonii ingår i släktet oxbär, och familjen rosväxter. Inga underarter finns listade i Catalogue of Life.